# Air Flare
L'Air Flare (o più comunemente Air Track o Track) è un passo di Break dance appartenente alla categoria delle powermove molto simile allo swipes, con la differenza che in esso non si poggiano i piedi per terra dopo avere fatto ruotare il corpo a 45 gradi con le mani.
Questa posizione è un incrocio tra swipes, thomas e 1990's,Halos(presenta del tutto o in parte caratteristiche di ognuna di queste powermoves).

## Varianti
- Elbow Air Flare - usando i gomiti al posto delle mani.
- Baby Air Flare - con le gambe portate al petto.
- Tombstone Air Flare - con le gambe unite in posizione di 90 gradi.
- Munch Air Flare - con le gambe incrociate per poi eseguire la rotazione calciandole in aria.
- Piked Air Flare - con tutte e due le gambe dritte.
- Lotus Air Flare - con le gambe in posizione di loto.
- One Handed Air Flare - usando una sola mano di appoggio.
- 1.5 Air Flare - il corpo ruota di 540 gradi fino ad arrivare a terra.
- One Legged Air Flare - con una gamba stesa mentre l'altra è piegata.
- Forearm Air Flare - usando gli avambracci al posto delle mani.
- Wrist Air Flare - usando i polsi al posto delle mani.
- Shoulder Air Flare o Caveman - usando le spalle al posto delle mani.
- Low Airflare - Prevede l'oscillazione delle gambe a livello dello sfioramento del suolo
- Vertical Airflare - La mano che stacca non compie una rotazione di 45 gradi,ma la mano va dietro la testa
- Extreme Elbow Airflare o ElbowTip airflare - Molto simile al "Elbow Airflare" ma prevede l'appoggio della punta del gomito anziché l'avambraccio. (Cico è stato il primo ad eseguire questa powermove, compiendone massimo 5)
- Machine Gun Airflare - Le gambe compiono un movimento da piegate a distese alternandosi"
- One Hand ElbowTrack simile a One Hand Airflare ma utilizzando il gomito